# 加利福尼亞甜灰蝶
加利福尼亞甜灰蝶（Glaucopsyche xerces），又名加里福尼亞戈灰蝶，是一種已滅絕的灰蝶。牠們棲息在三藩市的海岸地區。牠們相信是美國第一種因城市開發而滅絕的蝴蝶。最後的加利福尼亞甜灰蝶是於1941年或1943年被見到。
加利福尼亞甜灰蝶最初是於1852年被描述。牠們的特點是在藍色的翅膀上有白色的斑點。牠們吃蓮及羽扇豆等植物。牠們滅絕的原因是與土地開發有關，而入侵的蟻則佔據了牠們的棲息地。
曾有嘗試將有關的蝴蝶引入加利福尼亞甜灰蝶以往的棲息地。洛杉磯的甜灰蝶（或譯帕洛斯弗迪斯藍蝴蝶）是加利福尼亞甜灰蝶的近親，是在實驗室內培育。

## 外部連結
- http://www.xerces.org An invertebrate conservation society